# Triaeris moca
Espèce
Triaeris moca est une espèce d'araignées aranéomorphes de la famille des Oonopidae.

## Distribution
Cette espèce est endémique de Bioko en Guinée équatoriale,. Elle se rencontre à Moca à 1 400 m d'altitude.

## Description
La femelle holotype mesure 1,86 mm

## Étymologie
Son nom d'espèce lui a été donné en référence au lieu de sa découverte, Moca.

## Publication originale
- Platnick, Dupérré, Ubick & Fannes, 2012 : Got males? The enigmatic goblin spider genus Triaeris (Araneae, Oonopidae). American Museum novitates, no 3756, p. 1-36 (texte intégral).